# Спеціалізація
Спеціаліза́ція (від лат. specialis — особливий) — конкретизація, деталізація фаху, набуття особою здатностей виконувати окремі завдання та обов'язки, які мають особливості, в межах спеціальності тощо. Логічна дія — класифікація.
Спеціалізація виявляється як розподіл праці в будь-якій сфері діяльності (виробничої або управлінської); поглиблення діяльності в будь-якому занятті (наприклад: фах — «Менеджмент», спеціалізація — «Виробничий менеджмент», «Фінансовий менеджмент», «Управління персоналом»); здобуття додаткових спеціальних знань та навичок у будь-якій сфері.